# Stanislaus Mink von Wennsshein

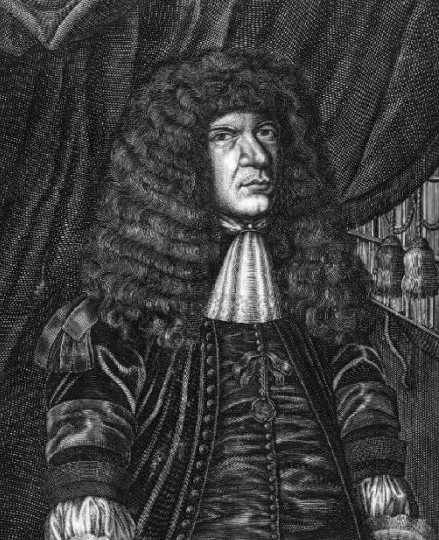
Johann Just Winkelmann

Stanislaus Mink von Wennsshein (sau Wenusheim, Winusheim) cunoscut și sub pseudonimul de Johann Just Winkelmann (n.1620, Giessen - d. 1699), a fost un istoric german rămăs celebru ca inventatorul unui sistem de memorare a numerelor, numit sistemul mnemotehnc fonetic, preluat de la matematicianul francez Pierre Hérigone.